# Удалой (большой противолодочный корабль)
«Удалой» — большой противолодочный корабль (по классификации НАТО — Udaloy class destroyer), головной корабль проекта 1155.

## Строительство
Большой противолодочный корабль «Удалой» заложен на стапелях Прибалтийского судостроительного завода «Янтарь» в Калининграде 23 июля 1977 года.
Спущен на воду 5 февраля 1980 года.
Вступил в строй 31 декабря 1980 года.
Включён в состав Северного флота 24 января 1981 года. Зачислен в состав 10-й бригады противолодочных кораблей 7-й оперативной эскадры с базированием на Североморск.

## Служба
Первым командиром БПК был назначен капитан 3-го ранга Геннадий Александрович Ревин, впоследствии контр-адмирал, Начальник штаба 2-й  дивизии противолодочных кораблей Кольской флотилии разнородных сил Северного флота, после стал командиром этого самого большого в Военно-морском флоте соединения кораблей 4-х бригадного состава.
В 1983 году командиром БПК был назначен капитан 3 ранга Николай Алексеевич Скок, впоследствии контр-адмирал, командир 2 ДПЛК. С 26 октября 1983 года находился в Атлантическом океане. Совместно с БПК «Адмирал Исаков», ЭМ «Отчаянный» и ТН «Генрих Гасанов» эскортировал до широты Гибралтара тяжёлый авианесущий крейсер «Новороссийск».
26 — 30 марта 1984 года официальный визит на остров Куба (Гавана, Сьенфуэгос), далее выполнил задачи боевой службы в Средиземном море.
В период с 24 октября 1988 по 19 января 1990 года прошёл капитальный ремонт в Кронштадте.
В декабре 1991 года совместно с СКР «Бдительный» в Гибралтарском проливе встретил и начал эскортировать в Североморск ТАВКР «Адмирал флота Советского Союза Кузнецов». За время похода установил и поддерживал контакт с 4 иностранными подводными лодками.
Из-за нехватки личного состава срочной службы в начале 1993 года переведён в резерв 2-й категории. 16 августа 1997 года исключён из состава ВМФ. Находился на 20 причале г. Североморска. Живучесть корабля обеспечивалась экипажем БПК «Маршал Василевский».
В 2002 году, после частичной разборки, затонул в Кольском заливе недалеко от посёлка Белокаменка. В марте 2006 года поднят со дна компанией ООО «Гидротехсервис» и утилизирован.

## Бортовые номера
- 1980-1981 — 444
- 1981-1983 — 480
- 1983-1984 — 695
- 1985-1990 — 637
- 1990-1993 — 612
- 1993-1997 — 658